# Raúl Sanguineti
Raúl Sanguinetti foi um jogador de xadrez da Argentina, com diversas participações nas Olimpíadas de xadrez. Sanguinetti participou das edições de 1956, 1958, 1962, 1966, 1968, 1974 e 1976. Individualmente, conquistou as medalhas de ouro (1956 e 1962) no primeiro tabuleiro reserva e quarto tabuleiro. Por equipes, ganhou a medalha de bronze em 1958 e 1962.